# Episodi di Solar Opposites (quarta stagione)
La quarta stagione della serie animata Solar Opposites, composta da 11 episodi, è stata interamente pubblicata negli Stati Uniti su Hulu il 14 agosto 2023. Un episodio speciale di San Valentino è stato poi distribuito il 5 febbraio 2024.
In Italia la stagione è stata interamente pubblicata il 1º novembre 2023 su Disney+, a eccezione dell'episodio speciale, pubblicato in contemporanea alla distribuzione statunitense.
| nº                | Titolo originale                                                       | Titolo italiano                                                         | Pubblicazione USA | Pubblicazione Italia |
| ----------------- | ---------------------------------------------------------------------- | ----------------------------------------------------------------------- | ----------------- | -------------------- |
| 1                 | The Ping Pong Table                                                    | Il tavolo da ping pong                                                  | 14 agosto 2023    | 1º novembre 2023     |
| 2                 | The Earth Rake                                                         | Il rastrello della Terra                                                | 14 agosto 2023    | 1º novembre 2023     |
| 3                 | The Mobile Aisha Emitter                                               | Il trasmettitore mobile AISHA                                           | 14 agosto 2023    | 1º novembre 2023     |
| 4                 | The Pronunciation Cassette Tapes                                       | Le audiocassette per la pronuncia                                       | 14 agosto 2023    | 1º novembre 2023     |
| 5                 | The Birth-A-Day Present                                                | Il regalo di compi-l'anno                                               | 14 agosto 2023    | 1º novembre 2023     |
| 6                 | The Stockiverse Ray                                                    | Il raggio dell'Archivioverso                                            | 14 agosto 2023    | 1º novembre 2023     |
| 7                 | The Cardboard Dead Drop                                                | Il punto di raccolta del cartone                                        | 14 agosto 2023    | 1º novembre 2023     |
| 8                 | The Super Gooblers                                                     | I super Goobler                                                         | 14 agosto 2023    | 1º novembre 2023     |
| 9                 | Down and Out on Planet X-Non                                           | Alla deriva sul pianeta X-Non                                           | 14 agosto 2023    | 1º novembre 2023     |
| 10                | The Re-Visibility Bouillabaisee                                        | La bouillabaisse della re-visibilità                                    | 14 agosto 2023    | 1º novembre 2023     |
| 11                | The Unwanted Personification of Terry                                  | La personificazione indesiderata di Terry                               | 14 agosto 2023    | 1º novembre 2023     |
| Episodio speciale |                                                                        |                                                                         |                   |                      |
| 12                | An Earth Shatteringly Romantic Solar Valentine's Day Opposites Special | Uno special di San Valentino romantico e devastante alla Solar Opposite | 5 febbraio 2024   | 5 febbraio 2024      |